# Бартоломео II дела Скала
Вижте пояснителната страница за други личности с името Бартоломео дела Скала.
Бартоломео II дела Скала (на италиански: Bartholomeo della Scala; * 1358; † 12 юли 1381 във Верона) от род Скалигери (дела Скала) е господар на Верона от 1375 до смъртта си 1381 г.
Той е незаконен син на Кансинорио дела Скала (1334 – 1375) и метресата му. 
След смъртта на баща му Бартоломео II управлява Верона заедно с брат си Антонио I дела Скала (1362 – 1388), който го убива на 12 юли 1381 г. и управлява сам.